# Природный ландшафт

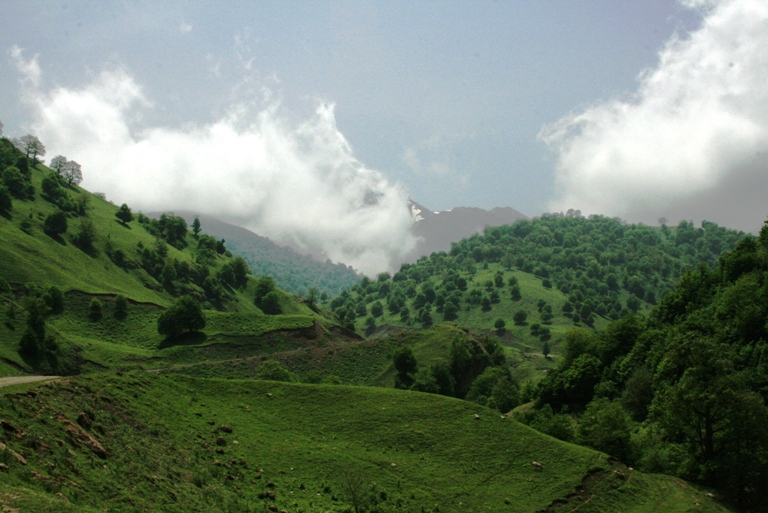
Муровдаг (Мравский хребет), Нагорный Карабах

Природный ландшафт — пространственная среда, в пределах которой основные ландшафтные компоненты сформировались и существуют без участия человека.

## Классификации
- Иерархическая классификация:
  - глобальный уровень (вся планета Земля представляется как уникальная геосистема — эпигеосфера)
  - региональный уровень (сушу подразделяют на ландшафтные зоны, страны, области, провинции, округа и собственно ландшафты)
  - локальный уровень (сушу подразделяют на местности, урочища, подурочища и фации). Фация — наиболее мелкая единица ландшафта.

- Топографическая классификация (рассматривает разные таксономические геосистемы: фации, подурочища, урочища, местности, ландшафты)

- Структурно-генетическая классификация.